# رومن مورالز
رومن مورالز (انگلیسی: Ramón Morales؛ زادهٔ ۱۰ اکتبر ۱۹۷۵) یک بازیکن فوتبال اهل مکزیک است. 
وی همچنین در تیم ملی فوتبال مکزیک بازی کرده‌است.